# IV. János portugál király
IV. János (Villa Vicosa, 1604. március 19. – Lisszabon, 1656. november 6.) Portugália első Bragânça-házi királya.

## Élete
II. Teodóz bragânçai herceg fia. Amikor a portugálok 1640-ben fellázadtak a spanyol uralom ellen, Jánost kiáltották ki királyuknak, mint az ősi dinasztia leszármazottját. A spanyolok ellen szerencsésen harcolt, és 1654-ben Brazíliát is visszafoglalta a hollandoktól. Tulajdonképpen ő alapította a Bragânça-dinasztiát. A krónikások Helyreállító, vagy Szerencsés Jánosként említik.

## Családja
1633-ban feleségül vette Luisa Francisca de Guzmán spanyol hercegnőt (Luísa Francisca de Gusmão, 1613–1666), Medina Sidonia hercegnőjét, aki hét gyermeket szült neki:
- Teodóz (1634–1653)
- Anna (*/† 1635)
- Johanna (1636–1653)
- Katalin (1638–1705), 1662-től II. Károly angol király felesége
- Mánuel (*/† 1640)
- Alfonz (1643–1683), 1656-tól VI. Alfonz néven Portugália királya.
- Péter (1648–1706), 1683-tól II. Péter néven Portugália királya.

Volt egy házasságon kívüli gyermeke is:
- Mária (1643–1693)

## További cikkek
- Portugál királyok és királynők családfája

| Előző uralkodó: III. Nagy Fülöp | Portugália királya 1640–1656 Bragança-ház | Következő uralkodó: VI. Győztes Alfonz |